# Hôtel Élysée Palace
 (juin 2017).
Si vous disposez d'ouvrages ou d'articles de référence ou si vous connaissez des sites web de qualité traitant du thème abordé ici, merci de compléter l'article en donnant les références utiles à sa vérifiabilité et en les liant à la section « Notes et références ».
L'Élysée Palace est un ancien hôtel de voyageurs. Construit en 1898 pour la Compagnie des wagons-lits par l'architecte Georges Chedanne (1861-1940), c'est le premier des grands hôtels de voyageurs édifiés sur les Champs-Élysées. Il est situé du no 103 au 111 et occupe un îlot encadré par la rue Bassano et la rue Galilée, à l'arrière se trouve la rue Vernet, soit une surface d'environ 70 mètres en façade sur 40 mètres en profondeur.

## Histoire

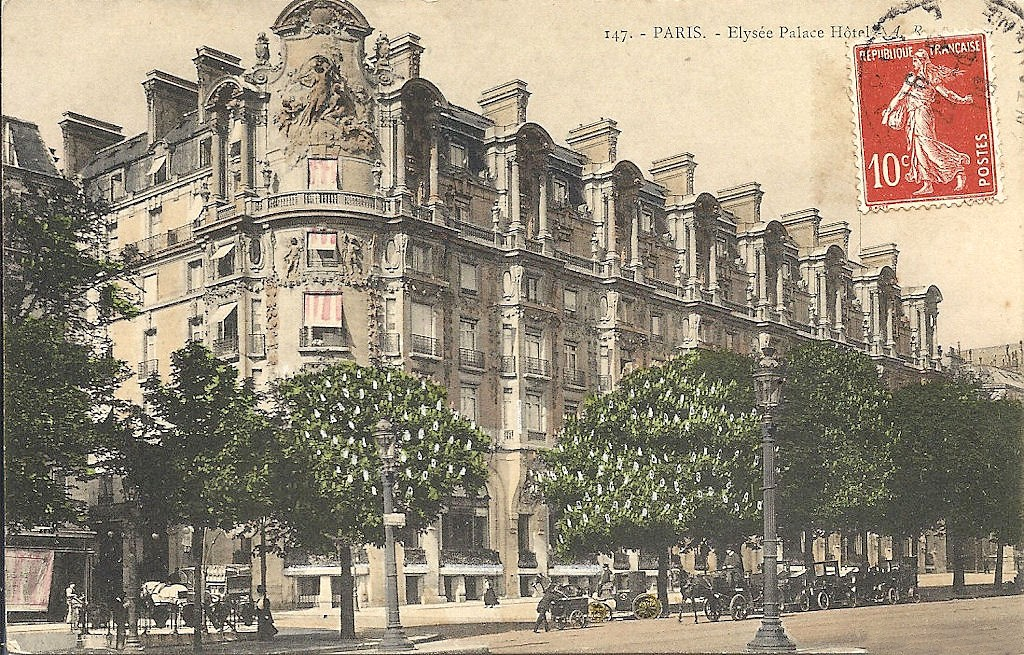
Le bâtiment en 1909.

L'hôtel est conçu au début de l'année 1897 et sa demande de permis de construire publiée le 8 mars 1897. Il représente l'une des premières manifestations de l'Art nouveau dans l'architecture parisienne. Sa construction est programmée en vue de l'afflux de visiteurs pour l'Exposition universelle de 1900. 
Terminus parisien de la Compagnie des wagons-lits, l'Élysée Palace est inauguré le 10 mai 1899, en présence de l'élite mondaine. Il est meublé par sir John Blundell Maple et renouvelle la conception du grand hôtel par une architecture intérieure nouvelle organisée autour d'un immense hall qui recentre la vie mondaine vers l'intérieur de l'hôtel où de nombreux services sont à disposition de la clientèle : studio photographique, agence théâtrale, boutiques de luxe et même une galerie de tableaux. 
En avril 1911, le compositeur et chef d'orchestre autrichien Gustav Mahler a logé dans cet hôtel en rentrant de New York, très malade, avant de consulter à la clinique du docteur Défaut à Neuilly-sur-Seine et de partir mourant pour Vienne.
En 1917, c'est dans la chambre no 113 de cet hôtel qu'est arrêtée l'espionne néerlandaise Mata-Hari après une perquisition.

## Réaffectations
L'activité de l'hôtel n'a qu'une courte vie.
Mis en faillite par les conséquences de la Première Guerre mondiale, l'hôtel ferme en 1919.[réf. nécessaire]
L'édifice est acheté en 1922 pour devenir le siège social du Crédit commercial de France (CCF). Il est devenu le siège de la banque HSBC France qui a racheté le CCF en 2000. En 2010, HSBC vend les murs au Qatar et devient locataire.
Le bail parvenant à son terme en février 2019, HSBC se replie en partie sur l'avenue Kléber et devient HSBC Continental Europe en 2020, au no 38.
En 2020, il est envisagé que le groupe Dior fasse du bâtiment son nouveau siège social. Cependant, en septembre 2023, le groupe LVMH annonce que l'immeuble deviendra le premier hôtel de la marque Louis Vuitton. L'inauguration est prévue pour 2026.

## Décor

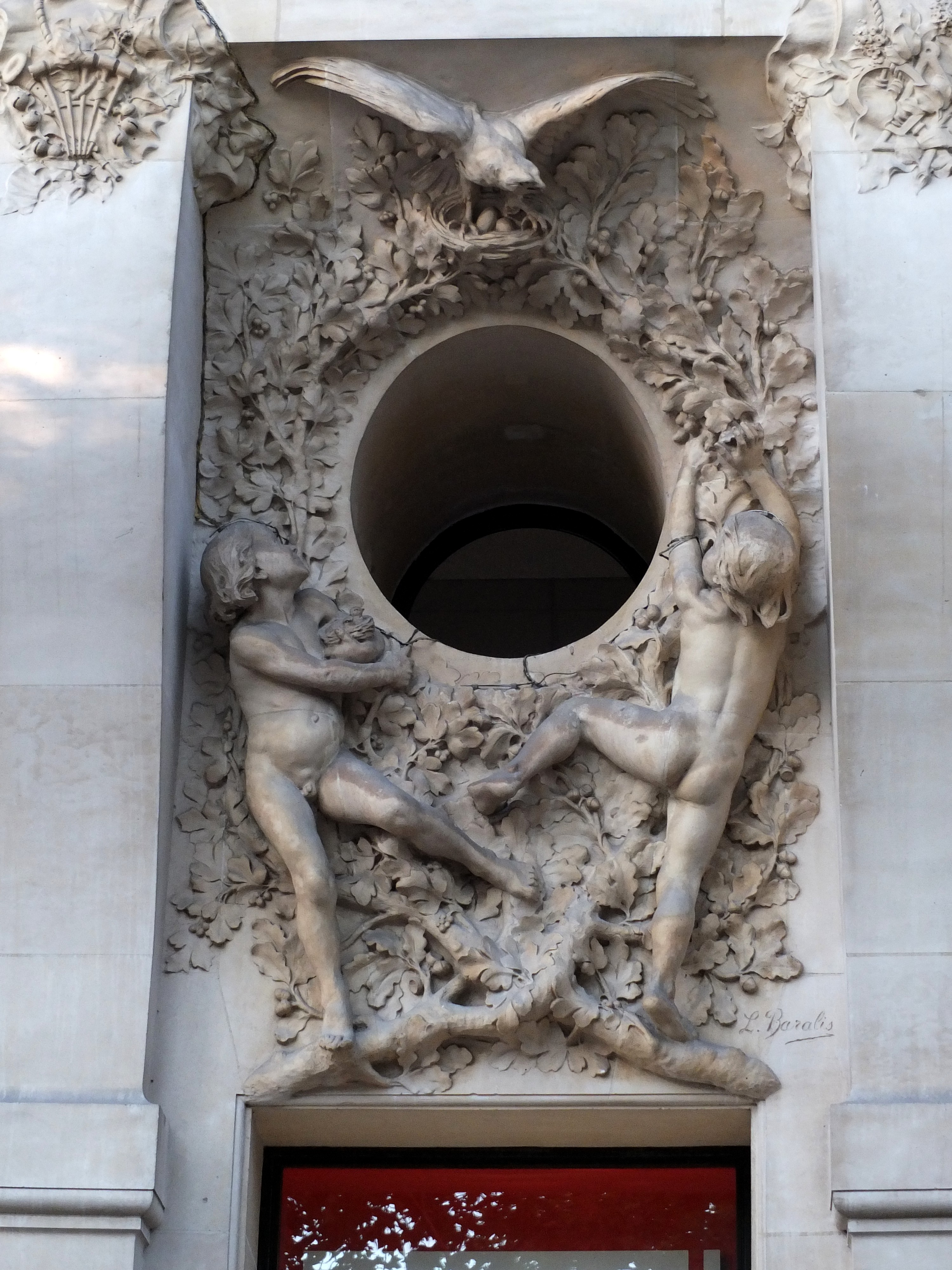
Un des décors de fenêtre sculpté de la façade, ici par Louis Baralis.

Le bâtiment possède un décor sculpté typique de l'Art nouveau, d'inspiration naturaliste et bucolique qui renouvelle les formes artistiques. La longue façade est rythmée par huit ressauts (bow-windows) surmontés d'une loggia encadrée de colonnes. Les espaces sont décorés de guirlandes végétales. On remarquera notamment les neuf oculi au-dessus des fenêtres du rez-de-chaussée décorés de figures d'enfants ou de faunes sculptés par Hippolyte Lefèbvre, Paul Gasq, Louis Baralis et François Sicard. Les décors intérieurs ont été détruits à la suite du rachat du bâtiment par le Crédit commercial de France en 1919. Les toitures et la façade sont classées au titre des monuments historique en 1991.